# L'edat d'estimar
L'edat d'estimar (títol original en anglès: Age of Consent) és una pel·lícula australiana dirigida per Michael Powell, estrenada el 1969.Ha estat doblada al català.

## Argument
Bradley Morahan, pintor envellit, estima el que ha fet amb el seu temps, i marxa a Austràlia, alhora per trobar-hi les seves arrels i la inspiració. Després d'una setmana agitada a Brisbane, per la falta d'obligacions mundanes i d'un empipador venal i erotòman, Nathaniel Kelly, guanya una illa paradisíaca que creu deserta, acompanyat del seu gos Godfrey... però hi viuen una senyoreta d'edat madura histèrica, Miss Marley, i sobretot una vella dona alcohòlica i la seva petita filla, Cora, salvatge que no somia més que amb marxar a Brisbane i fer-se perruquera. Per a alguns dòlars, accepta posar per al pintor i es fa la seva musa, tornant progressivament a l'artista la seva inspiració i el gust de viure.

## Repartiment
- James Mason: Bradley Morahan
- Helen Mirren: Cora
- Jack MacGowran: Nat Kelly
- Neva Carr-Glyn: Ma Ryan
- Andonia Katsaros: Isabel Marley
- Michael Boddy: Hendricks
- Harold Hopkins: Ted Farrell
- Slim Degrey: Cooley
- Max Meldrum: entrevistador
- Frank Thring: Godfrey
- Dora Hing: la recepcionista
- Clarissa Kaye: Meg
- Judy McGrath: Grace
- Lenore Caton: Edna
- Diane Strachan: Susie
- Roberta Grant: Ivy

## Cançons del film
- Peaches 'n' Cream: lletra i música de Tommy Boyce i Steve Venet
- Keep the Ball Rollin': lletra i música de Sandy Linzer i Denny Randell
- I Wonder What She's Doing Tonight?: lletra i música de Tommy Boyce i Bobby Hart
- Tell Her You Love Her: música de Stanley Myers, lletra de Hal Shaper
- Daydream Believer: lletra i música de John Stewart, interpretada per The Monkees
- 98.6: lletra i música de Tony Powers i George Fischoff, interpretada per James Keefer
- Age of Consent Theme: música de Peter Sculthorpe, lletra d'Alan Dean, interpretada per Alan Dean
- I Know An Island: música de Peter Sculthorpe, lletra d'Alan Dean, interpretada per Alan Dean